# Sobótka (kąpielisko)
Sobótka – kąpielisko miejskie przeznaczone dla mieszkańców Płocka oraz turystów. Położone jest u stóp 50-metrowej skarpy wiślanej. Na miejscu znajduje się parking dla samochodów.
W sezonie letnim dla plażowiczów są do wynajęcia łódki i rowery wodne. Czasami jest organizowany Turniej Piłki Siatkowej, w którym biorą udział chętne dzieci. Kąpielisko jest nadzorowane przez ratowników z WOPR i strażników miejskich. Na terenie kąpieliska znajdują się boje i linie dla pływających, które oznaczają poziom wody dla odpowiedniego wieku.
Planuje się budowę kolejki linowej łączącej Sobótkę z centrum Płocka. Na razie utworzono specjalny autobus, kursujący w miesiącach letnich, który nosi nazwę Linii "S".